# 上三永インターチェンジ
上三永インターチェンジ（かみみながインターチェンジ）とは、広島県東広島市西条町上三永にある東広島呉自動車道のインターチェンジである。

## 歴史
- 2007年（平成19年）11月3日：上三永IC - 馬木IC間開通に伴い、供用開始[1]。
- 2010年（平成22年）3月14日：高屋JCT/IC - 上三永IC間開通[1]。

## 周辺
- 築地神社
- 超専寺

## 接続する道路
- 直接接続
  - 国道2号
  - 広島県道330号上三永竹原線

## 料金所
国土交通省が管轄する無料区間の為、料金所は設置されていない。

## 隣
E75 東広島呉自動車道
(1)高屋JCT・IC - (2)上三永IC - (3)下三永福本IC